# Vrhovska vas
Vrhovska vas je naselje v Občini Brežice.

## Prebivalstvo
Etnična sestava 1991:
- Slovenci: 68 (94,4 %)
- Hrvati: 3 (4,2 %)
- Neznano: 1 (1,4 %)